# Pseudopanthera quadrimaculata
Pseudopanthera quadrimaculata är en fjärilsart som beskrevs av Hatchett 1807. Pseudopanthera quadrimaculata ingår i släktet Pseudopanthera och familjen mätare. Inga underarter finns listade.